# Готъм (комикси)
За други значения на името вижте Готам.
Град Готъм (на английски: Gotham City) е измислен град, появяващ се в Ди Си Комикс и е най-известен като дома на Батман. Мястото на пребиваване на Батман е за пръв път идентифицирано като Готъм в Detective Comics бр. 48 през месец февруари 1941 г.
Местоположението на града е в близост до Метрополис и според повечето комикси Готъм е в щата Ню Джърси.